# Antal Deák
Antal József Deák [ˈɒntɒl ˈjoːʒɛf ˈdɛaːk] (* 15. April 1789 in Söjtör; † 20. Juni 1842 in Kehidakustány) war ein ungarischer Politiker.
Antal Deák studierte von 1804 bis 1808 an der Königlichen Akademie der Wissenschaften in Győr Rechtswissenschaften. Er nahm 1809 als Leutnant am Aufstand des Adels gegen Napoléon teil.
Er war wie sein Bruder Ferenc Deák auch Politiker. Nach seinem Studium bekleidete er bis 1821 verschiedene Ämter in der Verwaltung des Komitats Zala, zwischen 1825 und 1833 vertrat er das Komitat als Gesandter in der Nationalversammlung. Er war Anhänger der Partei der Gemäßigten Liberalen.
| Personendaten    | Personendaten                           |
| ---------------- | --------------------------------------- |
| NAME             | Deák, Antal                             |
| ALTERNATIVNAMEN  | Deák, Antal József (vollständiger Name) |
| KURZBESCHREIBUNG | ungarischer Politiker                   |
| GEBURTSDATUM     | 15. April 1789                          |
| GEBURTSORT       | Söjtör                                  |
| STERBEDATUM      | 20. Juni 1842                           |
| STERBEORT        | Kehidakustány                           |